# Кавача (индуизм)
Кавача (санскр. कवच, IAST: kavaca, «броня») — тип защитного гимна в ритуальной литературе индуизма. Кавачи были введены в ритуальную практику, чтобы сделать духовную и ритуальную практику более эффективной, освободить практикующего от помех, помочь ему ощутить тождество с избранным божеством. Это введение наблюдается уже в самом отдалённом прошлом — определённые элементы присутствуют в некоторых гимнах Атхарваведы.
Самые ранние ссылки на использование Кавач в ритуальной практике — это фрагменты в Мригендра-агаме и Камика-агаме, в котором Вишну (Шрикантха — по версии Камика-агамы) наставляет Индру в практике чтения Нрисимха-кавачи. Эта часть Мригендра-агамы с текстом Нрисимха-кавачи практически не сохранилась и доступна лишь фрагментарно. Камика-агама даёт лишь очень краткое описание этой Кавачи. Второй по древности текст — это Субрамунья-кавача-стотра из Кумара-тантры, одной из упа-агам Камика-агамы.
Кавачи, так же как и Аргала-стотры, килаки, рахасьи и другие тексты относится к вспомогательным текстам, попадая в раздел практик Камья (kamya — по желанию) и Наймиттика (naimittika — по конкретному поводу). Обычно кавачи используются при возникновении каких-либо проблем или препятствий, мешающих или угрожающих жизни, садхане, Дхарме.

## Композиция Кавач
Подавляющее большинство Кавач имеют идентичные композиционные особенности, и каждую Кавачу можно разделить на несколько частей:
- Пурва-бхага [pūrva bhāga] — вступление. Во вступлении обычно перечисляются:

1. Риши — ведийский мудрец, который впервые услышал конкретную кавачу от божества, читал её и достиг сиддх её рецитацией;
2. Чандас — размер, которым написана Кавача;
3. Девата — божество, к которому обращен текст Кавачи;
4. Количество повторений кавачи (может находиться в Уттара-бхаге [завершение]).

- Ньяса [nyāsa] — размещение. Иногда делится на Кара-ньяса [kara — обложение] и Анга-ньяса [anga — тело, часть тела]. Во время Ньясы читаются вступительные мантры, соотносящие части тела с тем или иным аспектом божества Кавачи; выполняются в строго определённой последовательности мудры, с приложением рук в мудрах к определённым частям тела; иногда добавляются ритуальные поклоны. Эта часть может повторяться 3-5 раз.
- Дхьяна [dhyāna] — сосредоточение. Дхьяна-шлоки — ритмические стихи для углубления медитации на точной форме божества Кавачи с описанием его лица, рук, атрибутов. Может делиться на Саттва-дхьяну, Раджа-дхьяну и Тамаса-дхьяну.
- Манаса-панча-пуджа [manasa pañca pūja] — мысленная пуджа (вселенских) пяти элементов — Земли, Воды, Огня, Воздуха и Акаши.
- Сам текст кавачи. В нём божество призывается через различные имена-эпитеты, каждое из которых указывает на специфический аспект или атрибут божества Кавачи. В процессе чтения практикующий должен поддерживать троичную тождественность: между Божеством и Вселенной; между Вселенной и практикующим; и между практикующим и Божеством. Декламация кавачи приносит плоды только после реализации такой троичной тождественности. Каждое из имён-эпитетов соотносится с определённой частью тела читающего:

uchchhiṣṭaṃ rakṣatu shiraḥ shikhāṃ chaṇḍālinī tataḥ .
sumukhī kavachaṃ rakṣeddevī rakṣatu chakṣuṣī .. 5..
Уччхишта да защитит мою голову, макушку — Чандалини, Прекрасноликая Деви бронёй да защитит глаза.
[Матанги Сумукхи кавача, Рудраямала тантра. Перевод с санскрита Ерченкова О. Н.]

- После завершения чтения основного текста вновь читаются и повторяются Ньяса, Дхьяна и Манаса-панча-пуджа. Последовательность их чтения определяется самим текстом Кавачи.
- Уттара-бхага [uttara bhāga] — завершение. Заключительная часть, в которой детализированны плоды систематического чтения Кавачи, запреты на распространение и чтение без указания и благословения Гуру.

## Типы построения основного текста
Согласно Агамам, существуют два типа построения основного текста Кавач:
- Мантра-виграха-кавача [mantra vigraha kavaca]. Кавачи этого типа составлены с использованием слогов Мула-мантры божества, к которому обращена Кавача.
- Нама-виграха-кавача [nāma vigraha kavaca]. Этот тип составлен с использованием основных имён-эпитетов божества: так, например, написана Шанмукха Кавача, в которой используются 64 основных имён-эпитетов Сканды-Муругана.

Оба типа кавач также могут иметь свои особенности:
- Текст может быть построен в соответствии с санскритским или другим алфавитом и все имена начинаются последовательно от первой гласной и до последней согласной алфавита. Сюда же можно отнести и тексты, в которых первые буквы шлок начинаются в соответствии с последовательностью алфавита.
- Все имена-эпитеты божества, к которому обращена Кавача, начинаются с какой-либо одной буквы

В основном же, тексты не придерживаются этих условий и имена-эпитеты идут без какой-либо грамматической последовательности.